# Хлупино
Хлупино (рос. Хлупино) — присілок у Лузькому районі Ленінградської області Російської Федерації.
Населення становить 15 осіб. Належить до муніципального утворення Оредежське сільське поселення.

## Історія
Згідно із законом від 28 вересня 2004 року № 65-оз належить до муніципального утворення Оредежське сільське поселення.

## Населення
| 1838 | 1862 | 1885 | 1950 | 1965 | 1997 | 2007 |
| ---- | ---- | ---- | ---- | ---- | ---- | ---- |
| 144  | ↘118 | ↗150 | ↘100 | ↘75  | ↘18  | ↘12  |
| 2010 |      |      |      |      |      |      |
| ↗15  |      |      |      |      |      |      |